# 青林苗族彝族乡
青林苗族彝族乡是中华人民共和国贵州省六盤水市水城区下辖的一个民族乡。2020年7月，青林苗族彝族乡划归六盘水市钟山区管辖。

## 行政区划
青林苗族彝族乡下辖以下村级行政区划单位：
青林村、龙发村、二寨村、海发村、灰依村、田坝村和木嘎村。